# 佛國寺多寶塔
35°47′24″N 129°19′56″E / 35.790025°N 129.332220°E
佛國寺多寶塔為一座統一新羅時期（西元668－935年）的佛塔，推測建於統一新羅景德王10年（西元751年），位於韓國慶尚北道慶州市之佛國寺內，距今有超過1200年的歷史。佛國寺多寶塔在1962年12月被列為韓國國寶第20號。自從1966年以來，歷次韓圓的硬幣改版，多寶塔的圖像均出現在10韓圓硬幣上，為韓國歷史文物的重要象徵之一。

## 簡介

### 歷史
佛國寺多寶塔位於慶州市佛國洞之佛國寺內，慶州為新羅王朝（西元前57年－935年）的國都，當地有大量新羅的遺跡和文物。
佛國寺始建於新羅第23代君主法興王十五年（西元528年），當時被稱爲「法流寺」。景德王時期（西元750年左右），宰相金大城為紀念父母重建，完工後命名為「佛國寺」。朝鮮宣祖二十六年至三十二年（西元1592年至1598年），歷經豐臣秀吉入侵朝鮮半島的萬曆朝鮮之役，佛國寺大部分建築被燒毀，唯有金銅佛像和石造物倖免於難，多寶塔因而保存至今，已有超過1200年的歷史。佛國寺多寶塔在1962年12月10日被列為韓國國寶第20號。

### 結構
多寶塔位於佛國寺大雄殿前廣場，高10.29公尺，供奉妙法蓮華經中提到的多寶佛。推測多寶塔建於統一新羅景德王十年（西元751年）。大雄殿前廣場上，除了多寶塔之外，另有釋迦塔，兩座塔置於同一處，是體現妙法蓮華經的內容，表示「現在佛」釋迦牟尼佛說法時，「過去佛」多寶佛在旁的證明。
多寶塔以其高度華麗的結構而聞名，其基座為十字型，四面各有一座階梯，階梯有十個台階。據說四面代表佛教「四聖諦」基本教法，十個台階代表十信、十住、十行、十迴向等意涵。其上由四個方形石柱支撐方形屋頂。屋頂上有方形欄杆，方形欄杆上有八角形欄杆，八角形欄杆上有蓮花型石雕，其上有八個支柱支撐八角形屋頂。
多寶塔的結構在統一新羅的佛塔並不多見，通過新穎的構思，洗練地表現出華麗、繁複構造，在一座塔上把四角形、八角形、圓形等構造組合得相當精細，體現8世紀統一新羅佛教建築的美學精髓。

### 文化意象
自從1966年8月16日以來，歷次韓圓的硬幣改版，多寶塔的圖像均出現在10韓圓硬幣上，其為韓國歷史文物的重要象徵之一。
原本在多寶塔階梯上方有四隻石獅子，但目前僅存一隻。於朝鮮日治時期大正五年（西元1916年）的攝影紀錄中，多寶塔仍有四隻石獅子，但在約大正十四年（西元1925年）由日本人主持的整修中，將多寶塔完全拆除、翻修後重組，但無遺留相關施工紀錄。施工後，四隻石獅子中的三隻，以及原存放塔中的舍利與部分文物遺失，一說為被日本人帶走，但至今均未見其蹤影。因此，多寶塔在韓國文化的重要意象之一，為傳達韓國曾經被大日本帝國統治過的屈辱。

## 圖集

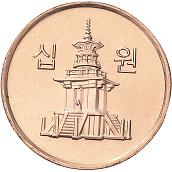
多寶塔的圖像出現在10韓圓硬幣上
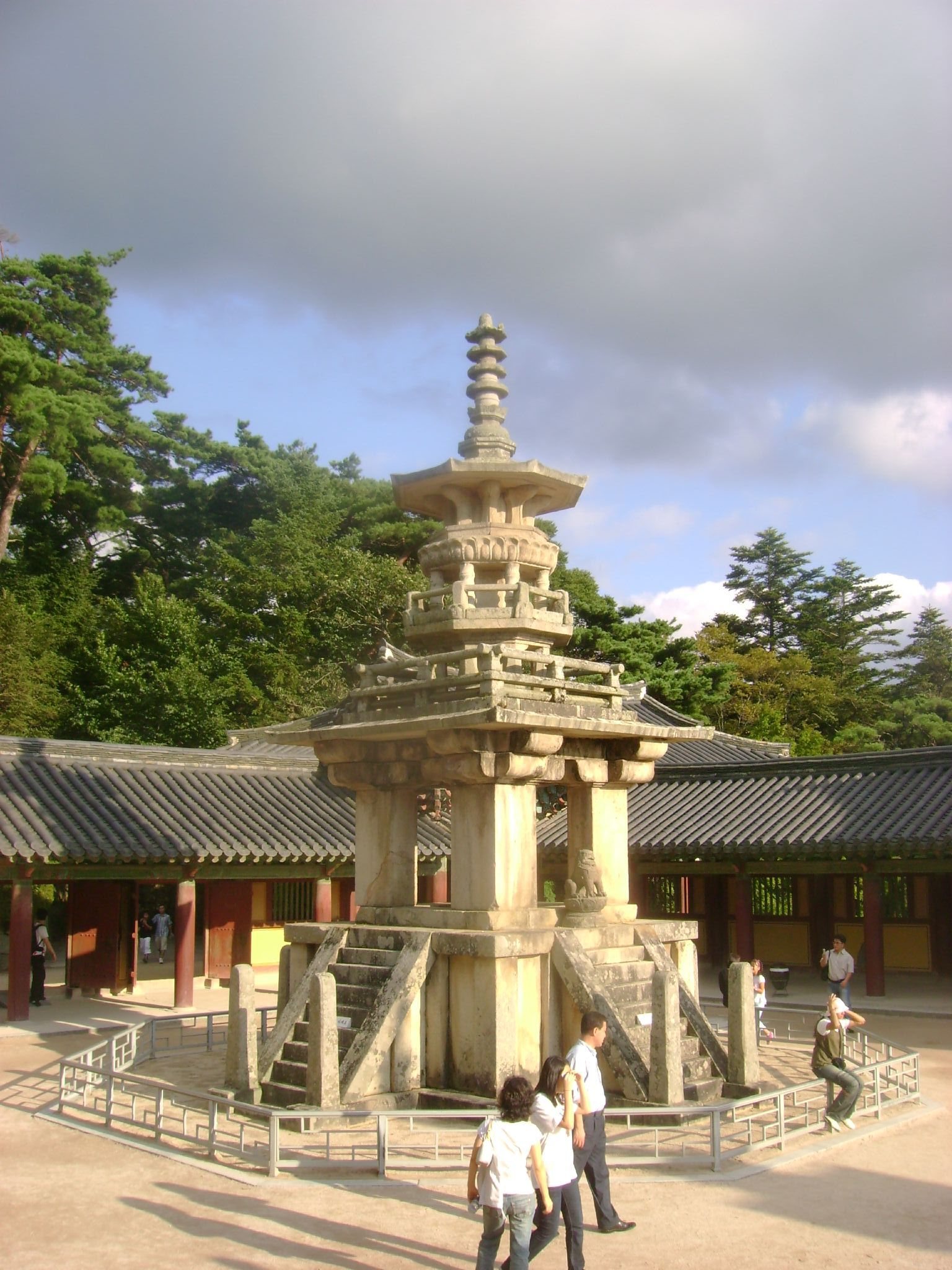
佛國寺多寶塔
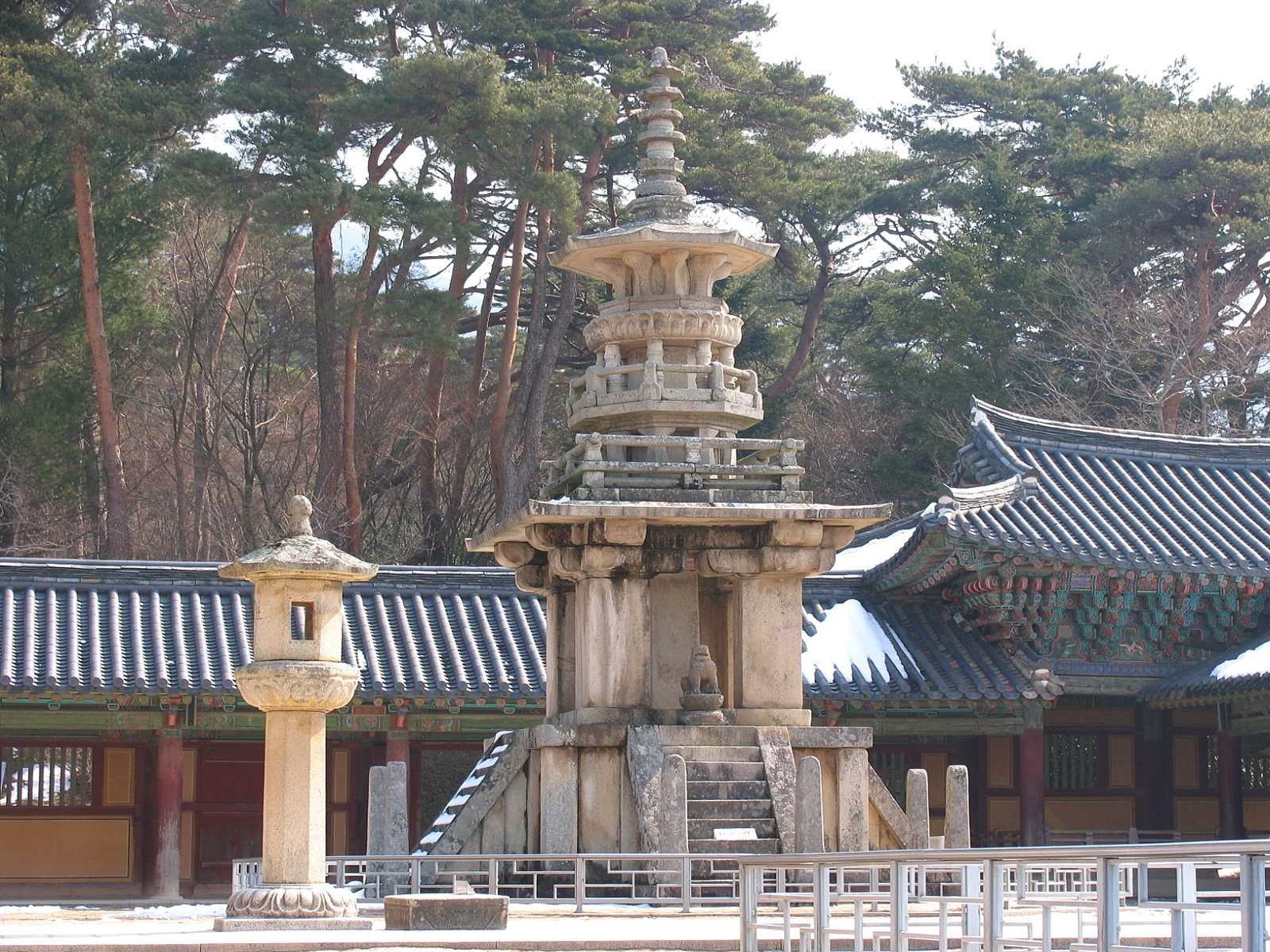
佛國寺多寶塔
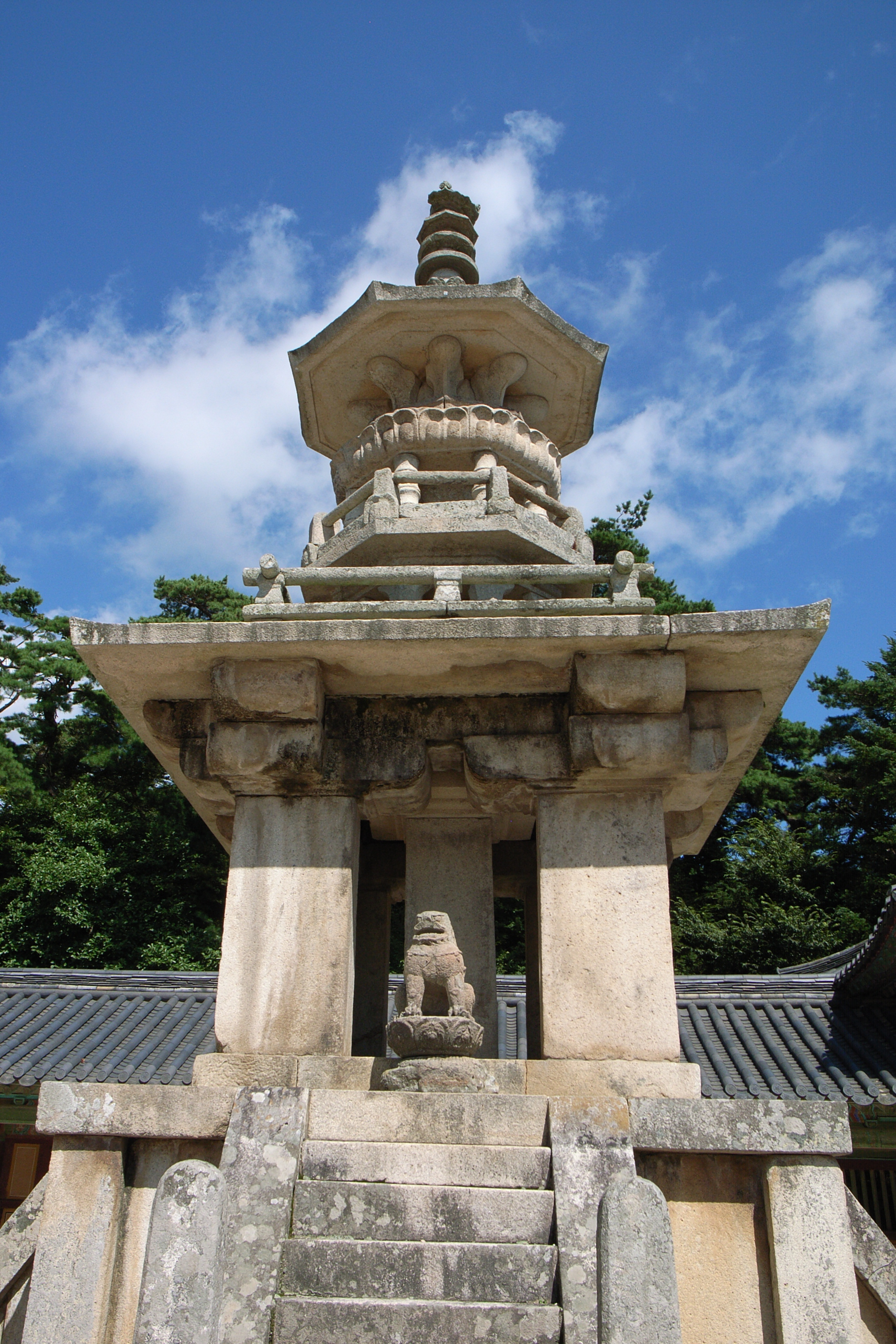
佛國寺多寶塔
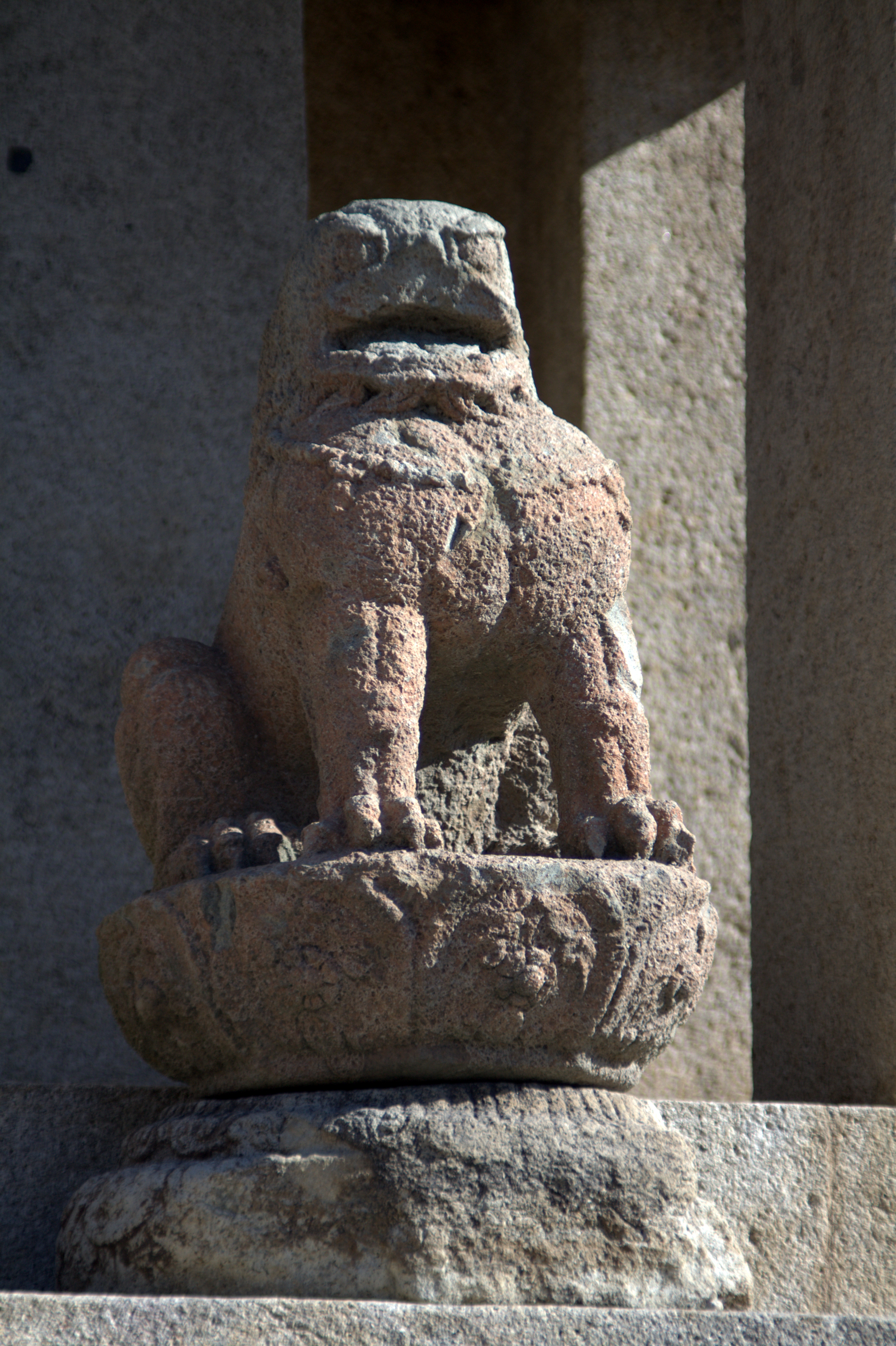
多寶塔上的石獅子

## 外部連結
- （简体中文）佛國寺官方網站 （页面存档备份，存于）